# تينا مايولو بيك
تينا مايولو بيك (من مواليد 9 مايو 1966) هي متسابقة دراجات أمريكية. هي فائزة ببطولة الولايات المتحدة الوطنية 6 مرات (2002-2005، 2007، 2009) وبطلة نقاط التقويم الوطني لسباق الدراجات في الولايات المتحدة الأمريكية 4 مرات (2000، 2004-2006).

## حياة مهنية
تخرجت تينا من جامعة فيرجينيا بدرجة علمية في التمويل والتسويق. التحقت بعد ذلك ببرنامج ما قبل الطب في جامعة جورجيا، حيث حولت الرياضة من سباق ثلاثي وديواثلون إلى ركوب الدراجات، وفازت بالبطولة الوطنية الجماعية في عام 1995 وتحولت إلى الاحتراف في العام التالي. أعلنت تينا اعتزالها في نهاية موسم 2009، وبقيت مع فريق كولافيتا لعام 2010 كمخرجة إلى جانب زميلتها راشيل هيل، لتحل محل إيونا وينتر. بعد حل فريق كولافيتا الأصلي في أكتوبر 2011، انضمت تينا إلى فريق كولافيتا-إيسنو المعاد تأسيسه لعام 2012 كمخرجة إلى جانب وينتر. وعادت بعد ذلك إلى السباق مع الفريق خلال صيف عام 2012. بالنسبة لموسم 2014، كانت مديرة الرياضة على الطريق فيركوب الحمض النووي ع / ب K4. في يناير 2015، اعلنت عنها من قبل سباق الأسنان السعيدة للسيدات كجزء من فريقهم لموسم 2015.

## النتائج الرئيسية
1998
1. سوبرويك
2. 1 يوليو 17
3. 1 يوليو 21
4. 3 يوليو 23
5. الجولة الأولى في مور
6. الجولة الثالثة في سومرفيل
7. معيار 89er الثالث
8. جولة ليفلور
9. سباق الطريق الثالث
10. المعيار السادس
11. المرة الخامسة، بطولة الطرق الوطنية
12. ويلمنجتون كلاسيك الخامس
13. معيار شفق أثينا الخامس
14. المركز السادس الشامل فيتشبورج لونجسجو كلاسيك
15. سباق طريق غراتون السادس، واين كانتري كلاسيك
16. سباق المرحلة الجبلية السابعة الشاملة
17. المركز التاسع في لعبة قضاعة البحر الكلاسيكية

1999
1. الجولة الرابعة في سومرفيل
2. البطولة الوطنية للطرق
3. المحاكمة للمرة الخامسة
4. المعيار السادس
5. سباق الطريق السابع
6. الجولة الشاملة الخامسة لجيلا
7. كأس كلارندون الخامس
8. معيار ليفلور السادس
9. معيار شفق أثينا الثامن

2000
1. التقويم الوطني الأول لسباق الدراجات في الولايات المتحدة الأمريكية
2. التحدي الأول للسيدات في مدينة نيويورك
3. الجولة الأولى في سومرفيل
4. جولة BMC الثانية في سان خوسيه
5. معيار برمجيات BMC الثاني (هيوستن)
6. السباق الشامل الثالث على طريق باركر دام
7. معيار منتزه مقاطعة لاباز الأول
8. سيكويا ركوب الدراجات الكلاسيكية
9. سباق طريق روكي هيل الثالث
10. معيار فيساليا الرابع
11. معيار وسط مدينة ميرسيد الثالث، دراجة ماكلين باسيفيك كلاسيك
12. البطولة الوطنية للطرق
13. المعيار الرابع
14. محاكمة المرة السادسة
15. سباق الطريق الثامن
16. الجولة الدولية الرابعة الشاملة في تونا
17. الجولة الرابعة الشاملة في ويلاميت
18. المركز الرابع في لعبة قضاعة البحر الكلاسيكية
19. المعيار التذكاري الخامس لكريس ثاتر
20. معيار كأس الكابيتول الخامس
21. 7 الحرية الكلاسيكية
22. كأس كلارندون السابعة
23. الجولة الشاملة العاشرة لجيلا
24. المرحلة الأولى 4 (معيار المدينة الفضية)

2001
1. جائزة مانهاتن بيتش الكبرى الأولى
2. المركز الثاني في بطولة ويندي الدولية الكلاسيكية لركوب الدراجات
3. المرحلة الثانية من سباق وادي الشمس الشامل
4. المرحلة الأولى 3 (معيار الزئبق)
5. المعيار التذكاري الثاني لكريس ثاتر
6. الجولة الثانية في سومرفيل
7. البطولة الوطنية للطرق
8. المعيار الرابع
9. المحاكمة السابعة
10. سباق الطريق التاسع
11. معيار تسريع الشفق الرابع
12. كأس العاصمة الخامسة
13. سيكويا ركوب الدراجات الكلاسيكية
14. سباق طريق روكي هيل الخامس
15. معيار فيساليا الثامن
16. بطولة تيميكس الدولية السابعة المفتوحة للسيدات
17. 8 سان رافائيل لركوب الدراجات الكلاسيكية
18. معيار برمجيات BMC الثامن (أوستن)

2002
1. البطولة الوطنية للطرق
2. المعيار الأول
3. سباق الطريق الثالث
4. محاكمة المرة الثالثة
5. 8 الحرية الكلاسيكية

2003
1. البطولة الوطنية المعيارية الأولى
2. المعيار الهوساتوني الكلاسيكي الأول
3. 9 الحرية الكلاسيكية

2004
1. البطولة الوطنية للطرق
2. المعيار الأول
3. سباق الطريق الثالث
4. التقويم الوطني الأول لسباق الدراجات في الولايات المتحدة الأمريكية
5. ماكلين باسيفيك كلاسيك
6. سباق الطريق الأول
7. المعيار الأول
8. سان فران تي موبايل الدولية الثانية
9. المركز الرابع في لعبة سي أوتر كلاسيك
10. الجولة الخامسة الشاملة في جراند مونتريال
11. المرحلة الأولى 1 (ITT)
12. المركز الثامن الشامل لدراجة ريدلاندز الكلاسيكية
13. المرحلة الأولى 4

2005
1. سباق الطريق الأول، بطولة عموم أمريكا للطرق
2. البطولة الوطنية للطرق
3. المعيار الأول
4. سباق الطريق الثالث
5. التقويم الوطني الأول لسباق الدراجات في الولايات المتحدة الأمريكية
6. المرحلة الأولى 7 جولة دولية في تونا
7. المرحلة الأولى من جولة السيدات في نيوزيلندا
8. المركز السادس لدراجة ريدلاندز الكلاسيكية

2006
1. التقويم الوطني الأول لسباق الدراجات في الولايات المتحدة الأمريكية
2. كأس كلارندون الأول
3. معيار غاريت لومير الأول
4. معيار الملك المشمس الأول
5. 1st تينايجام
6. الجولة الأولى في سومرفيل
7. 1stكابتيك كلاسيك
8. معيار دعوة المستشفى المشيخي الأول
9. المرحلة الأولى 2 دراجة ريدلاندز الكلاسيكية
10. الجولة الدولية الثالثة الشاملة في تونا
11. الحرية الثالثة الكلاسيكية
12. كأس العالم الرابعة في أستراليا

2007
1. سباق الطريق الأول، بطولة عموم أمريكا للطرق والمضمار
2. البطولة الوطنية المعيارية الأولى
3. بطولة الولايات المتحدة المفتوحة الأولى لركوب الدراجات
4. الجولة الأولى في ليلانو
5. معيار دعوة المستشفى المشيخي الأول
6. سنترال فالي كلاسيك
7. المعيار الأول
8. سباق الطريق الأول
9. أول ريتشموند لركوب الدراجات الكلاسيكية
10. 1st سلسلة معايير جنوب شرق الولايات المتحدة الشاملة
11. سباق روزويل الأول
12. سباق والتربورو الأول
13. 1 غرينوود
14. معيار هانز بارك الأول
15. الجولة الشاملة السابعة لجيلونج
16. المرحلة الأولى 4
17. 9 الحرية الكلاسيكية

2008
1. التقويم الوطني الأول لسباق الدراجات في الولايات المتحدة الأمريكية
2. أول سلسلة معايير سبيدويك الأمريكية الشاملة
3. أول بوفورت التذكاري لركوب الدراجات الكلاسيكية
4. تحدي أبتاون غرينوود الأول لركوب الدراجات
5. أول ستيدمان هوكينز لركوب الدراجات الكلاسيكية
6. معيار الملك المشمس الأول
7. معيار نالي روزويل التاريخي الأول
8. 1تحدي ساندي سبرينغز للدراجات
9. الجولة الأولى في سومرفيل
10. فيتشبورج لونجسجو كلاسيك
11. المعيار الأول
12. سباق الطريق الثالث
13. النصب التذكاري الأول لكريس ثاتر
14. الأولوية الأولى للصحة الكبرى لركوب الدراجات الكلاسيكية
15. المرحلة الأولى 1 جبل هود للدراجات الكلاسيكية
16. المرحلة الأولى 2 جائزة وادي الطبيعة الكبرى
17. سباق الطريق الثاني، بطولة الطريق الوطنية
18. معيار AT&T الثاني لوسط مدينة أوستن
19. هانز بارك كلاسيك الثاني
20. معيار دعوة المستشفى المشيخي الثالث
21. الحرية السادسة الكلاسيكية
22. سباق الطريق التاسع، بطولة عموم أمريكا للطرق والمضمار

2009
1. البطولات الوطنية الأولى[7]
2. الجولة الأولى في سومرفيل[8]
3. ماريون كلاسيك الأولى[9]
4. معيار الملك المشمس الثاني[10]
5. معيار RFK
6. معيار الدعوة للمستشفى المشيخي الثاني[11]
7. النصب التذكاري الثالث لكريس ثاتر[12]
8. بطولة سان خوسيه الخامسة لركوب الدراجات الكلاسيكية[13]
9. هانز بارك كلاسيك الخامس[14]

2012
- معيار شفق إكسيرجي الرابع[15]

2013
- معيار الملك المشمس الخامس[16]
- معيار شاطئ ديلراي السادس[17]

2014
1. المركز الأول في الرابطة الشاملة للقوات المسلحة لركوب الدراجات
2. المرحلتان الأولى 1 و2[18]
3. معيار شفق أثينا الأول[19]
4. معيار روزويل التاريخي الأول[20]
5. معيار وسط مدينة والتربورو الأول[21]
6. جائزة ويلمنجتون الكبرى الأولى[22]
7. جائزة مانهاتن بيتش الكبرى الثانية[23]
8. معيار جافني الرابع[24]
9. الجولة الخامسة في سومرفيل[25]
10. شارلوت بلمونت أومنيوم السادس[26]
11. معيار أندرسن باندوتشي السابع للشفق[27]
12. بطولة سبارتانبورغ الإقليمية الكلاسيكية الثامنة[28]

2015
1. الجولة الشاملة الأولى في ديريلاندالأمريكية
2. المراحل الأولى 1، 3، 4، 7 و 8
3. معيار شفق أثينا الأول[29]
4. جائزة ويلمنجتون الكبرى الأولى[30]
5. البطولة الوطنية الثانية[31]

2016
1. سباق البقعة البيضاء السابع / طريق دلتا